# إدواردو لورنسو
إدواردو لورنسو (بالبرتغالية: Eduardo Lourenço‏) هو ناقد أدبي وفيلسوف وكاتب برتغالي، ولد في 23 مايو 1923 في ساو بيدرو دي ريو سيكو ‏ في البرتغال.

## وصلات خارجية
- إدواردو لورنسو على موقع IMDb (الإنجليزية)
- إدواردو لورنسو على موقع قاعدة بيانات الفيلم (الإنجليزية)
- إدواردو لورنسو على موقع كينوبويسك (الروسية)